# Барсучий Мох
Барсучий Мох (бел. Барсу́чы Мох) — хутор в Поставском районе Витебской области Белоруссии. Входит в состав Новосёлковского сельсовета.
Барсучий Мох на подробной старой карте начала XX века — административно-территориальная принадлежность местности в составе Польши (Второй Речи Посполитой).